# عبد الحميد بن ترك
أبو الفضل عبد الحميد بن واسع بن ترك الختلي الحاسب وقيل يكنى أبا محمد. هو عالم رياضيات تركى عاش في القرن التاسع الميلادي. له من الكتب كتاب الجامع في الحساب يحتوي على ستة كتب في الجبر، ويعتقد بأن هذا الكتاب نشر قبل أو في نفس وقت كتاب الخوارزمي، ولم يصلنا منه سوى فصل في حل المعادلات من الدرجة الثانية. يشبه هذا الكتاب إلى درجة كبيرة كتاب الجبر ويفوقه في بعض الاثباتات الحسابية. سيرة هذا العالم ليست ذائعة كثيراً، وهناك مرجعان تاريخيان فقط يشيران إليه أحدهما كتاب الفهرست لابن النديم.